# The 5.6.7.8's
The 5.6.7.8's är ett japanskt rock'n'roll-band bestående av tre medlemmar. Deras musik påminner om amerikansk surfmusik och garagerock. Alla medlemmar är från Tokyo. Namnet på gruppen kommer av att de spelar rock från 1950-, 60-, 70- och 80-talen. De gör mycket amerikanska rock'n'roll-covers.

## Karriär
The 5.6.7.8's bildades 1986 av två systrar, Sachiko och Yoshiko "Ronnie" Fujiyama, som delade en passion för rock'n'roll. De började som en kvartett. Yoshiko sjöng och spelade gitarr, "Rico" var kompgitarrist, "Yoshie" spelade bas och Sachiko trummor. De har bytt medlemmar flera gånger, och bandet blev officiellt en trio 1992 innan sin Australien-turné. Nuvarande medlemmar är Yoshiko, Sachiko och Akiko Omo (bas). Från början hade bandet bara en sångare, men numera sjunger alla i bandet eftersom många av låtarna de spelar från början gjordes av sånggrupper. 
The flesta av The 5.6.7.8's låtar har engelska texter, men bandet är mest kända i Japan där de gjort oräkneliga framträdanden. De har även turnerat i USA och Kina.
I väst blev The 5.6.7.8's kända efter sitt framträdande i Quentin Tarantinos film Kill Bill som kom 2003. I filmen spelar de I Walk Like Jayne Mansfield, I'm Blue och Woo Hoo på en klubb i Tokyo. Deras låtar har också varit med i andra filmer och reklamfilmer.

## Albumdiskografi
- The 5.6.7.8's Can't Help It! (1993)
- The 5.6.7.8's (1994)
- Bomb The Twist (1996)
- Pin Heel Stomp (1997)
- Teenage Mojo Workout (2002)
- Bomb The Rocks: Early Days Singles (2003)
- Best Hits Of The 5.6.7.8's (2003)